# 聖米哈尤德肯皮耶鄉
46°54′N 24°20′E / 46.900°N 24.333°E
聖米哈尤德肯皮耶鄉（羅馬尼亞語：Comuna Sânmihaiu de Câmpie, Bistrița-Năsăud），是羅馬尼亞的鄉份，位於該國西北部，由比斯特里察-訥瑟烏德縣負責管轄，面積64平方公里，海拔高度352米，2007年人口1,563，人口密度每平方公里24人。